# Harry Merkel

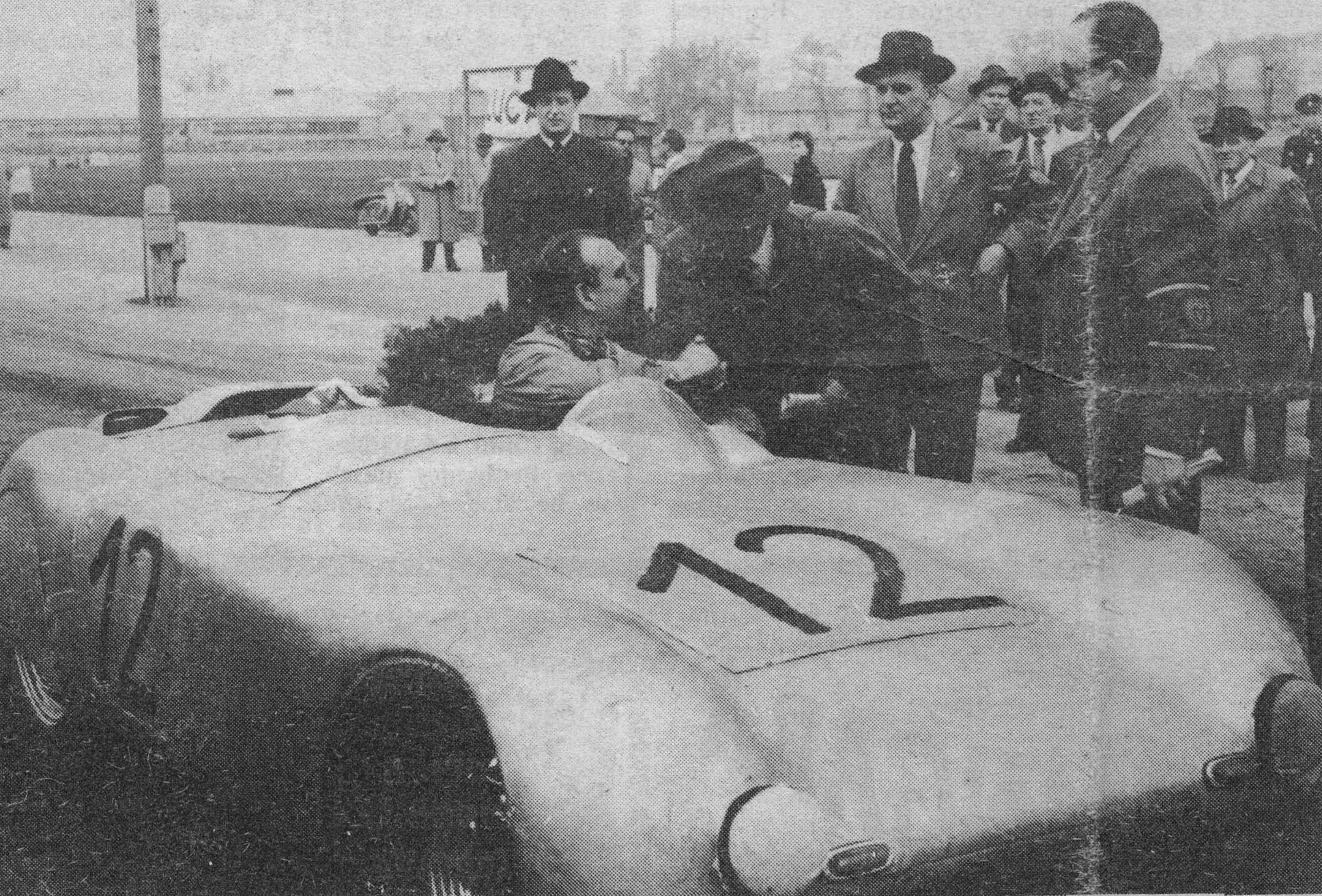
Harry Merkel, Porsche Spyder Rometsch, 1954

Harry Erich Merkel (10 januari 1918 – 11 februari 1995) was een Formule 1-coureur uit Duitsland. Hij nam deel aan zijn thuisrace in 1952 voor het team BMW, maar kwalificeerde zich niet en nam dus niet deel aan de race zelf.